# Bray
Bray (Irsk: Bré el. Brí Chulainn) er en irsk by i County Dublin og County Wicklow i provinsen Leinster, i den centrale del af Republikken Irland med en befolkning (inkl. opland) på 31.901 indb i 2006 (30.951 i 2002)